# Legile lui Milo Murphy
Legile lui Milo Murphy (în engleză: Milo Murphy's Law) este un serial animat de televiziune american creat de Dan Povenmire și Jeff "Swampy" Marsh pentru Disney XD și Disney Channel și produs de Disney Television Animation. Serialul se bazează pe Milo Murphy, unul dintre descendentii lui Edward A. Murphy Jr., faimos pentru crearea Legilor lui Murphy, care afirmă că: „Dacă ceva poate să meargă prost, va merge prost”.
Seria are loc în același univers ca seria precedentă a lui Povenmire / Marsh, Phineas și Ferb, cu o mulțime de referințe care au loc în primul sezon, culminând cu un crossover la începutul celui de-al doilea sezon și continuând pe tot parcursul cu alte referințe din acest serial.
În România serialul a avut premiera pe 22 mai 2017.

## Premisă
Serialul este o comedie animată de aventuri ce îl are în centrul său pe Milo Murphy, în vârstă de 13 ani care este stră-stră-stră-stră-strănepotul celui cu numele omonim, care a dat numele „Legilor lui Murphy'. Milo este personificarea Legilor lui Murphy, iar atunci cand un lucru poate să meargă prost, va merge prost; dar el este pregătit pentru orice, fiind înarmat cu o mulțime de cunoștințe, un rucsac plin de provizii și avându-i alături pe neînfricații săi prieteni, Melissa și Zack. Sezonul doi îl urmărește pe Milo și pe prietenii lui pe măsură ce se confruntă cu mai multe calamități și probleme precum noul coleg al lui Milo, Dr. Doofenshmirtz, ce aduce propria versiunea de haos în aventurile lor sălbatice. 

## Personaje principale
- Milo Murphy, este personajul principal al seriei. El are abilitatea de a avea un ghinion extrem și de a provoca altora probleme ca urmare a faptului că este urmașul creatorului Legilor lui Murphy; cu toate acestea, el este optimist și găsește în mod constant modalități de a se depăși. El poartă un rucsac cu el care se pare că are întotdeauna ceea ce are nevoie pentru orice situație apărută.
- Melissa Chase, este cea mai bună prietenă al lui Milo, căreia îi place să stea cu el chiar dacă el are ghinion. Ea a avut o frică secretă de rollercoaster, de când unul aproape a căzut pe ea, și are dinții din față falși după o bâtă primită.
- Zack Underwood, fost vocalist principal al trupei de băieți cunoscute sub numele de Lumberzacks, el este cel mai bun prieten al lui Milo Murphy și Melissa Chase.

## Episoade
| Sezon | Sezon | Episoade | Premiera originală | Premiera originală | România       | România        |
| Sezon | Sezon | Episoade | Început            | Sfârșit            | Început       | Sfârșit        |
| ----- | ----- | -------- | ------------------ | ------------------ | ------------- | -------------- |
|       | 1     | 20       | 3 octombrie 2016   | 2 decembrie 2017   | 22 mai 2017   | 16 iunie 2017  |
|       | 2     | 20       | 5 ianuarie 2019    | 18 mai 2019        | 1 martie 2021 | 25 martie 2021 |

## Premiera internațională
| Țara           | Canal                                          | Sezon 1                                                         | Sezon 2                        | Titlu                                  |
| -------------- | ---------------------------------------------- | --------------------------------------------------------------- | ------------------------------ | -------------------------------------- |
| Canada         | Disney XD                                      | 17 octombrie 2016                                               | 5 ianuarie 2019                | Milo Murphy's Law                      |
| Regatul Unit   | Disney Channel Disney XD                       | 2 decembrie 2016 (Disney Channel) 12 decembrie 2016 (Disney XD) | 5 ianuarie 2019                | Milo Murphy's Law                      |
| Irlanda        | Disney Channel Disney XD                       | 2 decembrie 2016 (Disney Channel) 12 decembrie 2016 (Disney XD) | 5 ianuarie 2019                | Milo Murphy's Law                      |
| America Latină | Disney XD                                      | 31 decembrie 2016 (Disney XD) 7 ianuarie 2017 (Disney Channel)  | 28 aprilie 2018 (Disney XD)    | La ley de Milo Murphy                  |
| Spania         | Disney XD                                      | 9 ianuarie 2017 (Disney XD) 7 aprilie 2017 (Disney Channel)     | 10 septembrie 2018 (Disney XD) | La ley de Milo Murphy                  |
| Australia      | Disney XD                                      | 4 februarie 2017                                                |                                |                                        |
| Germania       | Disney XD                                      | 13 februarie 2017                                               | 10 septembrie 2018 (Disney XD) | Schlimmer geht’s immer mit Milo Murphy |
| Belgia         | Disney Channel                                 | 20 februarie 2017                                               | 10 septembrie 2018 (Disney XD) | La Loi de Milo Murphy                  |
| Franța         | Disney Channel                                 | 20 februarie 2017                                               | 10 septembrie 2018 (Disney XD) | La Loi de Milo Murphy                  |
| Grecia         | Disney Channel                                 | 20 februarie 2017                                               | 10 septembrie 2018 (Disney XD) | Ο Νόμος του Μάιλο Μέρφυ                |
| Serbia         | Disney Channel                                 | 20 februarie 2017                                               | 10 septembrie 2018 (Disney XD) |                                        |
| Suedia         | Disney Channel                                 | 18 martie 2017                                                  | 10 septembrie 2018 (Disney XD) | Milo Murphys lag                       |
| Polonia        | Disney XD                                      | 27 martie 2017                                                  | 10 septembrie 2018 (Disney XD) | Prawo Milo Murphy’ego                  |
| Țările de Jos  | Disney XD, Disney Channel                      | 17 aprilie 2017 (Disney XD) 6 mai 2017 (Disney Channel)         |                                | Milo Murphy's Wet                      |
| Portugalia     | Disney Channel                                 | 17 aprilie 2017                                                 | 13 septembrie 2019             | A Lei de Milo Murphy                   |
| Bulgaria       | Disney Channel                                 | 22 mai 2017                                                     |                                | Законът на Майло Мърфи                 |
| România        | Disney Channel                                 | 22 mai 2017                                                     | 1 martie 2021                  | Legile lui Milo Murphy                 |
| Cehia          | Disney Channel                                 | 13 mai 2017                                                     | 1 martie 2021                  | Milo a Murphyho zákon                  |
| Ungaria        | Disney Channel                                 | 13 mai 2017                                                     | 1 martie 2021                  | Milo Murphy törvénye                   |
| Slovacia       | Disney Channel                                 | 13 mai 2017                                                     | 1 martie 2021                  | Zákony Mila Murphyho                   |
| Italia         | Disney Channel (2017) Disney XD (2017-prezent) | 12 iunie 2017 (Disney Channel) 10 iulie 2017 (Disney XD)        | 10 septembrie 2018 (Disney XD) | La legge di Milo Murphy                |
| Israel         | Disney Channel                                 | 2 iulie 2017                                                    |                                | חוקי המרפי של מיילו                    |
| Turcia         | Disney Channel                                 | 19 august 2017                                                  |                                | Milo ve Hep Ters Giden İșleri          |
| Ucraina        | PLUSPLUS                                       | 23 februarie 2019                                               | 27 august 2019                 | Закон Майла Мерфі                      |